# Batalion Atlacatl
Batalion Atlacatl (Batallón Atlacatl) – jednostka wojskowa armii salwadorskiej z okresu wojny domowej (1979–1992), odpowiedzialna za dokonanie masowego morderstwa w miejscowości El Mozote.
Batalion Atlacatl został utworzony w 1980 roku. Nazwą nawiązywał do legendarnej postaci z historii Salwadoru. Był elitarną jednostka szkoloną przez instruktorów z USA do walki z lewicową partyzantką (Front Wyzwolenia Narodowego im. Farabunda Martíego). 
Batalionem dowodził ppłk Domingo Monterrosa, natomiast funkcję zastępcy dowódcy pełnił mjr Natividad de Jesús Cáceres Cabrera.
Uzbrojenie jego żołnierzy stanowiły  karabiny automatyczne (M16) i maczety oraz karabiny maszynowe (M60), działa bezodrzutowe i moździerze. Do Salwadoru Batalion został przetransportowany drogą powietrzną. Lądowanie miało miejsce w Perquín, w departamencie Morazán.  W czasie wojny domowej w Salwadorze Batalion walczył po stronie junty wspieranej przez USA, a w jego szeregach służyło co najmniej 10 oficerów amerykańskich. 
Z powodu podejrzeń o sprzyjanie partyzantom, 10 grudnia 1981 roku Batalion Atlacatl otoczył miejscowość EL Mozote w departamencie Morazán i w dniu następnym zamordował łącznie 767 osób z EL Mozote oraz z sąsiednich wiosek. 
Batalion został rozwiązany w 1992 roku na mocy porozumień pokojowych, które zakończyły dwunastoletni konflikt w Salwadorze. Z raportu opracowanego po zakończeniu wojny wynikało, że Batalion Atlacatl oprócz masakry w El Mozote, dokonał masakry w El Calabozo. Odpowiada także za zabójstwo w 1989 roku sześciu jezuitów. Zamieszany w był również w zabójstwo „około 50 cywilów na brzegach rzeki Guaslinga”.